# Pierre Jean-Baptiste Legrand d'Aussy
Pierre Jean-Baptiste Legrand d'Aussy fue un literato francés, nacido en Amiens en 1737. 
Cursó sus estudios en el colegio de los jesuitas de dicha ciudad, tomó la sotana en dicha compañía y fue nombrado catedrático de retórica en Caen, donde contó entre sus discípulos al ilustre M. de la Place. Después de la extinción de esta sociedad, Legrand residió en París, donde vivió retirado, ocupándose únicamente de sus investigaciones sobre las antigüedades francesas, y murió en 1800, sin haber podido concluir una Historia completa de la poesía francesa, en la cual llevaba trabajando cinco años. 

## Obra

### Algunas publicaciones, en castellano
- Romances o cuentos de los siglos XII y XIII, extractados de diversos manuscritos, París, 1779, tres tomos en 8°. Le añadió a esta obra un cuarto tomo de Cuentos devotos y fábulas y romances antiguos, id., 1781, en 8°.

- Historia de la vida privada de los franceses, París, 1815, tres tomos en 8°, nueva edición revisada por M, Roquefort.

- Vida de Apolonio de Thyanes, id. 1808, dos tomos en 8°.

- Muchas Memorias interesantes que se encuentran en la colección del instituto.

### En francés
- Fabliaux ou Contes des douzième et treizième siècles, traduits ou extraits d’après les manuscrits, París, 1779, 3 v. in-8°; un 4º v. Contes dévots, Fables et Romans anciens, 1781, in-8°; new edition, París, 1781, 1 v. in-12.

- Histoire de la vie privée des Français depuis l’origine de la nation jusqu’à nos jours ; París, 1783, 3 v. in-8°.

- Voyage dans la haute et basse Auvergne, París, 1788, in-8°; 1794, 3 v. in-8°

- Vie d'Appollonius de Thyane, París, 1807, 2 v. in-8°.

- Notice sur l’état de la Marine en France au commencement du quatorzième siècle Memorias del Instituto.

- Mémoire sur les anciennes Sépultures nationales, Memorias del Instituto.

- Mémoire sur l'ancienne Législation de la France, comprenant la loi salique, la loi des Visigoths, la loi des Bourguignons, Memorias del Instituto.